# Stanowiszczewo
Stanowiszczewo (ros. Становищево) – wieś w Rosji, w rejonie grazowieckim obwodu wołogodzkiego. W 2002 liczyła 35 mieszkańców, z kolei w 2010 populacja miejscowości wynosiła 22 osoby.